# Palau ai Giochi della XXIX Olimpiade
Palau ha partecipato ai Giochi della XXIX Olimpiade di Pechino, svoltisi dall'8 al 24 agosto 2008, con una delegazione di 5 atleti.

## Atletica leggera
| Gara            | Atleta          | Batterie | Batterie | Quarti | Quarti | Semifinali | Semifinali | Finale | Finale |
| Gara            | Atleta          | Tempo    | Pos.     | Tempo  | Pos.   | Tempo      | Pos.       | Tempo  | Pos.   |
| --------------- | --------------- | -------- | -------- | ------ | ------ | ---------- | ---------- | ------ | ------ |
| 100 m maschili  | Jesse Tamangrow | 11"38    | 7        |        |        |            |            |        |        |
| 100 m femminili | Peoria Koshiba  | 13"18    | 8        |        |        |            |            |        |        |

## Lotta
| Gara                      | Atleta                   | Tabellone principale | Tabellone principale            | Tabellone principale | Tabellone principale | Tabellone principale | Ripescaggi | Ripescaggi | Ripescaggi |
| Gara                      | Atleta                   | Sedicesimi           | Ottavi                          | Quarti               | Semifinali           | Finale               | Quarti     | Semifinali | Finale     |
| ------------------------- | ------------------------ | -------------------- | ------------------------------- | -------------------- | -------------------- | -------------------- | ---------- | ---------- | ---------- |
| Lotta libera, 120 kg      | Florian Skilang Temengil |                      | Ottó Aubéli (Ungheria) 0-6, 1-7 |                      |                      |                      |            |            |            |
| Lotta greco-romana, 55 kg | Elgin Loren Elwais       |                      | Hamid Sourian (Iran) 0-8, 0-6   |                      |                      |                      |            |            |            |

## Nuoto
| Gara              | Atleta       | Batterie | Batterie | Semifinali | Semifinali | Finale | Finale |
| Gara              | Atleta       | Tempo    | Pos.     | Tempo      | Pos.       | Tempo  | Pos.   |
| ----------------- | ------------ | -------- | -------- | ---------- | ---------- | ------ | ------ |
| 50 m stile libero | Amber Yobech | 30"00    | 71       |            |            |        |        |